# فرودگاه وارنمبل
فرودگاه وارنمبل  (به انگلیسی: Warrnambool Airport) یک فرودگاه همگانی با کد یاتا WMB است که یک باند فرود چمن دارد و طول باند آن ۱۰۶۹ متر است. این فرودگاه در کشور استرالیا قرار دارد و در ارتفاع ۷۴ متری از سطح دریا واقع شده است.